# 23218 Паттечі
23218 Паттечі (23218 Puttachi) — астероїд головного поясу, відкритий 1 листопада 2000 року.
Тіссеранів параметр щодо Юпітера — 3,274.